# Ayumi Miyazaki
Ayumi Miyazaki (宮崎歩, Miyazaki Ayumi) ou simplement Ayumi, né le 25 août 1971, est un chanteur et compositeur japonais.
Ayumi Miyazaki a chanté dans un bon nombre de séries Digimon. Il a chanté le thème de l'évolution dans la série animée Digimon Adventure intitulé Brave Heart ainsi que les deux autres thèmes dans Digimon Adventure 02, respectivement intitulés "Break Up" et Beat Hit!. Il a également chanté le second thème d'évolution dans Digimon Frontier, intitulé The Last Element. Plus encore, il a été en collaboration dans un album intitulé 勇気を受け継ぐ子供達へ (Yūki o Uketsugu Kodomotachi e, lit. "To the Children Who Inherit Courage") avec d'autre chanteurs de la série Digimon. Il a également chanté Power Play dans la série Shinzo.
Son père, Naoshi Miyazaki （宮崎 尚志）, et son grand frère, Michi Miyazaki （宮崎 道）, sont également compositeurs. Il a été l'invité de l'Expo Anime 2006 à São Paulo, Brésil,.

## Discographie
- Brave Heart

1. "Brave Heart" (25 juin 1999)
2. "Shinka de Guts~"
3. "Brave Heart (Original Karaoke)"
4. "Shinka de Guts" (Original Karaoke)

- Break Up! (10 mai 2000)

1. "Break Up!"
2. "Zettai All Right ~Digimental Up!~" (Armor Shinkers)
3. "Break Up! (Original Karaoke)"
4. "Zettai All Right~Digimental Up!~" (Original Karaoke)

- Beat Hit! (11 février 2001)

1. "Beat Hit!"
2. "Forever Friends" (Hassy)
3. "Beat Hit!" (Original Karaoke)
4. "Forever Friends" (Original Karaoke)

- The Last Element (5 février 2003)

1. "The Last Element"
2. "Miracle Maker" (Spirit of Adventure)
3. "The Last Element" (Original Karaoke)
4. "Miracle Maker" (Original Karaoke)